# Cremallera (mecànica)
|  | Aquest article tracta sobre l'engranatge. Vegeu-ne altres significats a «cremallera». |

Un mecanisme de cremallera és un dispositiu mecànic amb dos engranatges, denominats «pinyó» i «cremallera», que converteix un moviment de rotació en un moviment rectilini o viceversa. L'engranatge circular denominat «pinyó» engrana amb una barra dentada denominada «cremallera», de manera que un gir aplicat al pinyó causa el desplaçament lineal de la cremallera.
Per exemple, en un ferrocarril de cremallera, la rotació d'un pinyó muntat en una locomotora permet transmetre a un carril dentat la força necessària perquè un tren pugi un pendent pronunciat.
Per a cada parell de perfils d'envolupants és possible dissenyar un sistema d'engranatges conjugats. En el cas bàsic de la cremallera, un dels engranatges és una vora recta dentada, amb radi infinit.
S'utilitzen tipus de cremalleres normalitzades de referència per especificar els detalls de les dents i les seves dimensions en el disseny de màquines eina, com a freses o talladors.

## Aplicacions

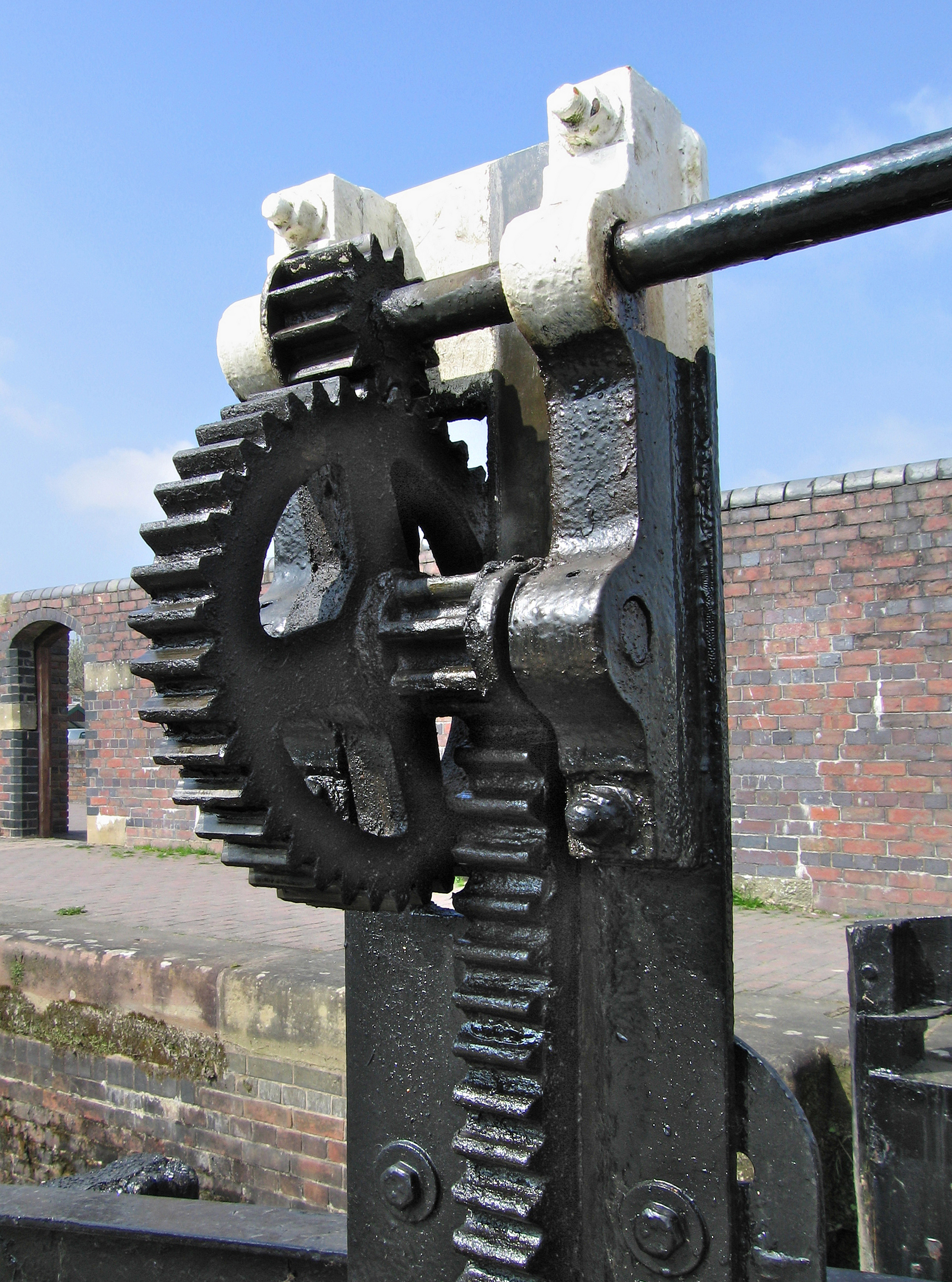
Controls de la comporta d'un canal

Els mecanismes de cremallera i pinyó són sovint utilitzats com a part d'un accionament lineal senzill, on la rotació d'un volant girat manualment o per un motor es converteix en un moviment lineal.
Normalment, la cremallera rep directament les càrregues que s'oposen al seu moviment, per la qual cosa el pinyó d'atac sol ser petit, de manera que la relació entre el desenvolupament del pinyó i el del volant amb el qual s'acciona redueix considerablement el parell de gir necessari. Quan les forces d'accionament necessàries són majors, s'inclouen engranatges desmultiplicadores intermedis, o sistemes de vis sens fi. El mecanisme pinyó-cremallera transforma el moviment giratori d'un eix, en el qual va muntat un pinyó, en moviment rectilini, en engranar les dents del pinyó amb les dents d'una barra prismàtica (cremallera) que es desplaça longitudinalment.

### Remunta-escales
El sistema de cremallera s'utilitza freqüentment en aquest tipus d'elevadors domèstics.

### Direcció d'automòbils
El mecanisme de cremallera generalment forma part de la direcció dels automòbils i d'altres vehicles amb rodes. És menys precís que altres tipus d'adreça (com el de recirculació de boles), però proporciona al conductor una sensació més directa del comportament del vehicle. El mecanisme pot ser servoassistit, hidràulic o accionat per un motor elèctric.
L'ús d'una cremallera variable (combinat amb un pinyó normal) va ser inventat per Arthur Ernest Bishop en la dècada de 1970, amb l'objecte de millorar la resposta del vehicle i les sensacions del conductor especialment a velocitats altes. També va idear un procediment de premsatge de baix cost per fabricar la cremallera, eliminant la necessitat de mecanitzar el dentat de la peça.

### Ferrocarrils de cremallera

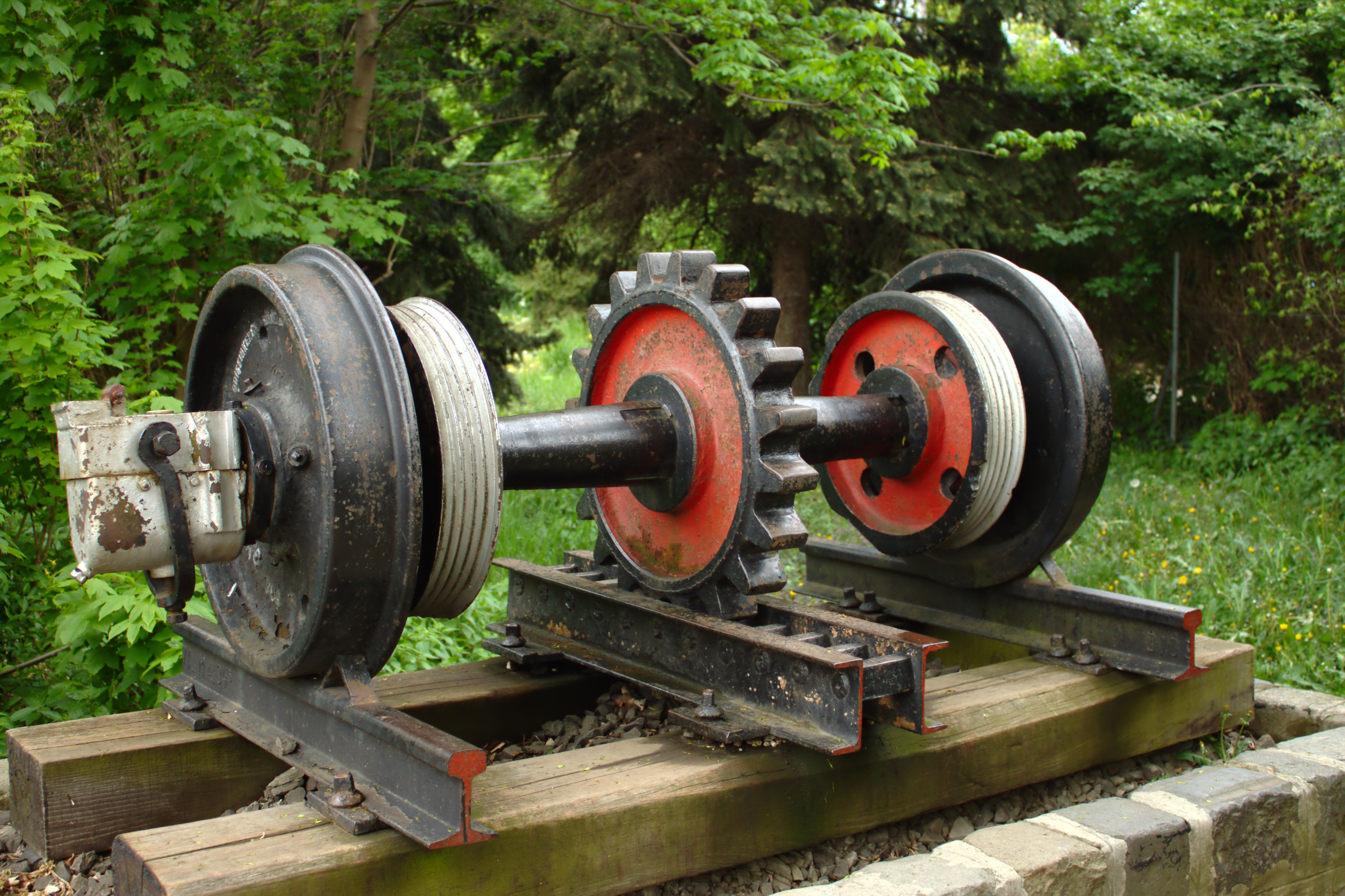
Eix d'un ferrocarril de cremallera

Els ferrocarrils de cremallera estan concebuts per al seu ús en zones muntanyenques, amb grans pendents. Disposen d'una cremallera situada al centre de la via, amb els pinyons allotjats en les locomotores. Això els permet treballar amb gradients elevats, fins a de l'1 vertical en 2 horitzontal (50%), molt per sobre dels valors màxims dels ferrocarrils convencionals (entre el 2% i el 4%) obtinguts confiant exclusivament en la fricció entre rodes i carrils.
Sent evident la importància del sistema en les pujades, no és menys certa la seva utilitat per al frenat en els descensos, amb l'avantatge de ser molt menys afectats que els trens convencionals per la presència de neu o de gel en els rails.

### Accionadors

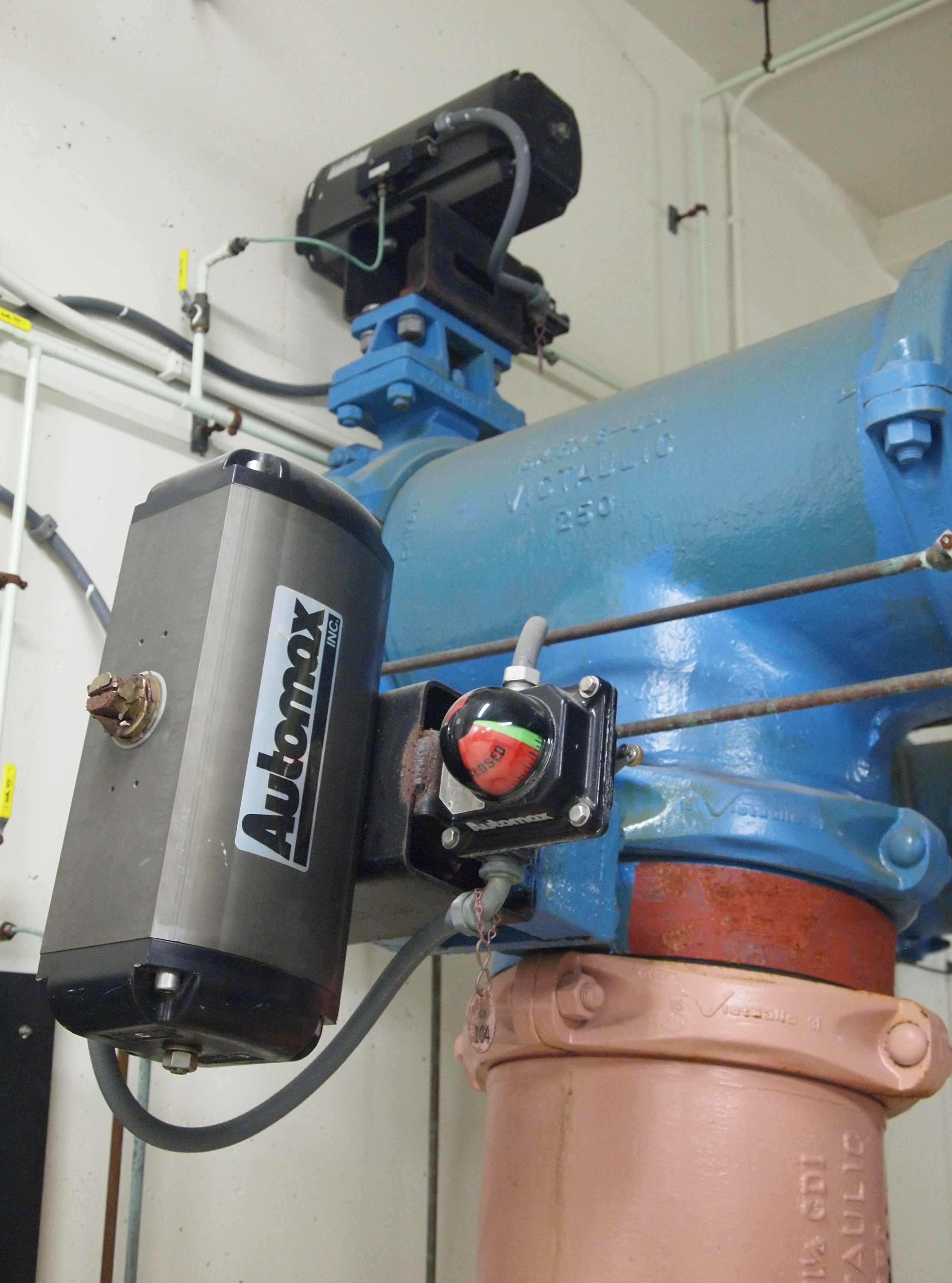
Accionador de cremallera pneumàtic

Els sistemes amb un pinyó i dues cremalleres s'utilitzen sovint en actuadors. Un exemple en són les vàlvules en canonades de transport (aigua, petroli, gasos...) accionades pneumàticament. Els actuadors de la fotografia controlen les vàlvules d'una canonada de gran diàmetre per abastiment d'aigua. En aquests dispositius, és el desplaçament de dues cremalleres, controlades per dos pistons oposats, el que fa rotar un pinyó (al contrari del cas habitual, on és el pinyó el que desplaça la cremallera), el gir del qual controla l'obertura o el tancament d'una vàlvula de papallona.